# Bahnhofsteil
Ein Bahnhofsteil (in Deutschland abgekürzt: Bft) ist ein Teilbereich eines Bahnhofs. Eine Reihe von größeren Bahnhöfen ist in Bahnhofsteile untergliedert, die durch Zwischensignale getrennt sein können.
Verbreitet ist die Unterteilung von Bahnhöfen in Bahnhofsteile für den Güter- und für den Personenverkehr. Beispielsweise besteht der Bahnhof Fulda aus den Bahnhofsteilen Fulda Gbf und Fulda Pbf. Auch Stellwerksbereiche oder Haltepunkte im Bereich größerer Bahnhöfe können Bahnhofsteile sein. 
Es ist auch die Umwandlung von Bahnhöfen in Bahnhofsteile möglich. So sind z. B. die Bahnhöfe Dresden Hauptbahnhof und Dresden-Neustadt seit dem Umbau des Eisenbahnknotens Dresden mit Anschluss an ein elektronisches Stellwerk keine eigenständigen Bahnhöfe mehr. Sie sind zusammen mit einigen weiteren Betriebsstellen Teil des neuen Bahnhofs Dresden. Die Gleise zwischen den früheren Bahnhöfen sind keine freie Strecke mehr, sondern zu Bahnhofsgleisen geworden.
Unter Umständen können auch Stationen des Regional- und S-Bahn-Verkehrs Bahnhofsteile sein. Beispielsweise sind
- die Station Köln Hansaring (nicht Teil des Betriebsbahnhofs Köln Hansaring Wendeanlage) und Köln Messe/Deutz Hp (S-Bahn-Gleise, betrieblich nicht Teil des Bahnhofs Köln Messe/Deutz) Bahnhofsteile von Köln Hauptbahnhof,
- die Stationen Bretten Stadtmitte, Diedelsheim und Bretten Rechberg Bahnhofsteile des Bahnhofs Bretten.